# Terlinques
Terlinques es un yacimiento arqueológico de la Edad del Bronce localizado en el término municipal de Villena (Alicante, España), en la partida de Casas de Jordán, en lo alto de un cerro situado en la orilla sur de la antigua laguna de Villena. En la época en que el poblado estuvo habitado, esta era una zona rica en agua y especies animales (ciervos, cabras monteses, aves, reptiles, etc.) y vegetales, con amplios humedales y áreas encharcadas en las zonas más bajas y bosques de encinas y pinos en las estribaciones montañosas.

## Historia de las excavaciones
El yacimiento fue descubierto por el arqueólogo villenense José María Soler García en el curso de sus exploraciones en las décadas de 1950 y 1960. En 1969 dirigió las primeras actuaciones en Terlinques en colaboración con la Universidad de Valencia, lo que puso al descubierto dos viviendas destruidas por un incendio y obteniendo unas de las primeras dataciones para la Edad del Bronce en la Comunidad Valenciana, alrededor del siglo XXII a. C. Los trabajos arqueológicos se reanudaron en 1997 y han permitido corregir, matizar y confirmar diferentes aspectos investigados anteriormente, así como reconocer la continuidad de la ocupación desde su fundación alrededor de 2150 a. C. hasta su abandono definitivo en torno a 1500 a. C., existiendo tres fases cronológicas claramente diferenciadas.

## Estructura del poblado
Las unidades de habitación giran en torno a grandes espacios cubiertos probablemente con techumbres a una vertiente, apoyadas en muros de mampostería trabada con arcillas, que se disponen paralelamente a las laderas del cerro. Los muros debían estar enlucidos y en su interior era normal la presencia de bancos multifuncionales, hogares y un amplio conjunto de utensilios domésticos como vasijas, sacos, cestos, molinos e incluso telares.
Esta primera ordenación fue destruida hacia 1930 a. C., aconteciendo entonces una transformación urbanística que compartimentó el espacio habitado en unidades sensiblemente menores, adosadas unas a otras y separadas por muros de mampostería, y a las que se accedía desde una calle a través de unos vanos efectuados en la cara norte de las construcciones. Esta calle, trazada en sentido EO a lo largo de la cima del cerro, se configura como el elemento fundamental de las fases más recientes. En las viviendas de esta época (entre los siglos XVIII a. C. y XVI a. C.) desaparecen las grandes áreas de almacenamiento, se reduce la superficie habitable y se especializan la mayoría de las áreas de actividad. Además, tiene lugar una progresiva compartimentación interna de las unidades de habitación. El abandono final del poblado pudo deberse a la emigración hacia el Cabezo Redondo, al norte de la laguna, que en torno al siglo XV a. C. se erigió en una importante ciudad de más de 1000 habitantes.

## Economía
La base de su economía era la agricultura de cereales, de la que obtenían fundamentalmente trigo y cebada y en menor medida habas y guisantes. Estas plantas se cultivaban probablemente en los llanos situados al norte del asentamiento y, una vez trillado, el trigo se almacenaba en sacos de esparto y se conservaba en las casas. Existía además un buen número de animales domésticos, como ovejas, cabras, vacas y cerdos. De ellos no solo se aprovechaba la carne, sino que también se obtenían productos derivados como leche, queso, pieles, tripas, lana, huesos, cuernos, etc. Estas actividades básicas se complementaban con la caza, la pesca y la recolección de recursos silvestres.
Por otra parte, empleaban la arcilla para producir un gran número de vasijas cerámicas y pesas de telar y, mezclada con yeso, la utilizaban para enlucir muros, suelos y techumbres. Producían, a partir de sílex o diabasas, hoces, hachas, azuelas, mazos y percutores.  Conocían la metalurgia del cobre (material que adquirían del Sudeste de la Península), que utilizaban tanto para elaborar cuchillos, hachas o punzones como objetos de adorno. Por último, también elaboraban instrumentos y construcciones a partir de elementos orgánicos como madera, esparto, cuero y lino, pero la dificultad para conservar estos materiales los convierte en el sector artesanal más desconocido.

## Organización social
A lo largo de la historia de Terlinques la población debió mantenerse entre 40 y 60 individuos, posiblemente familias extensas emparentadas. Debió existir una división sexual del trabajo, aunque la comunidad en conjunto participaría en las labores agrícolas, el pastoreo y cría del ganado, la pesca y la recolección, así como en el mantenimiento o construcción de las casas. Por tanto, debió constituir un núcleo de poblamiento prácticamente autosuficiente si bien estrechamente relacionado con los muchos otros poblados coetáneos del corredor de Villena.